# طرقبه
شهر طُرقَبه مرکز شهرستان طرقبه شاندیز است.
طرقبه دارای مراکز متعدد گردشگری است و از مراکز مهم گردشگری استان خراسان رضوی به‌شمار می‌رود.
این منطقه کوهستانی زیبا دارای باغ‌ها و پارک‌های زیادی است و به داشتن تپه‌های زیبا و شب‌های خنک در تابستان مشهور است و نیز محصولات باغی فراوان از جمله سیب و گیلاس مرغوب دارد.
این شهر به ریه‌های تنفسی مشهد هم معروف است. بند گلستان، سد چالیدره، سنگ نگاره‌های باستانی کمرمقبولا و درخت چنار چند صد ساله از مراکز مهم دیدنی این شهر محسوب می‌شوند.

## پیشینه

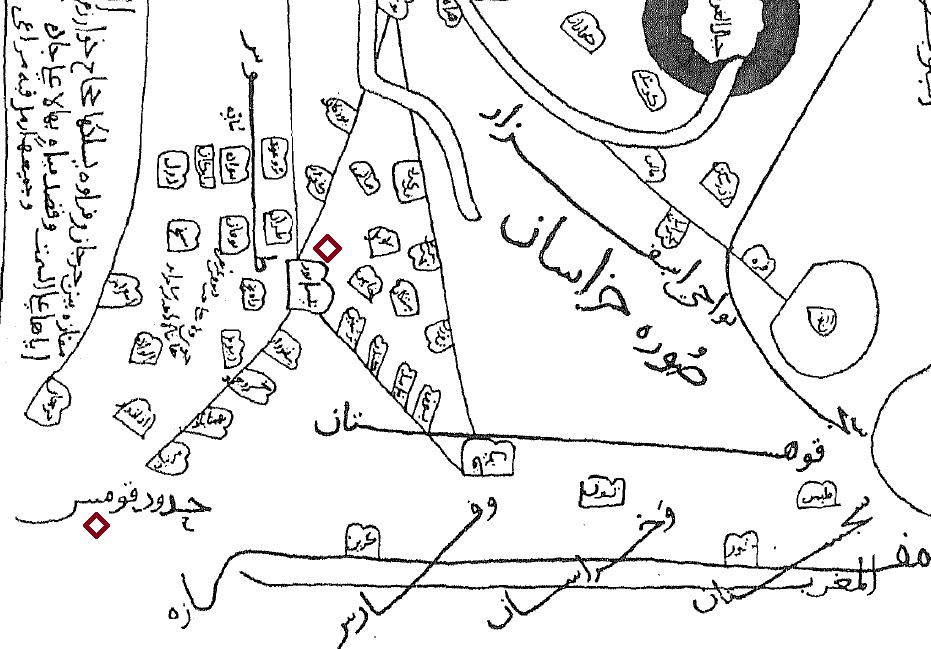
برخی شهرهای ولایت طوس به ترتیب طابران، طرقبه (تروغوز)، نوقان و رادکان در کتاب صورة الارض ترسیم شده توسط ابن حوقل مشخص شده است.

طرقبه از جمله آبادی‌های بزرگ در میان دره‌های سرسبز رشته‌کوه بینالود واقع گردیده است که دارای سابقه‌ای تاریخی طولانی بوده و به عنوان یکی از مناطق ولایت توس، با نام ترغبذ در قرون اسلامی شناخته می‌شده است.
ابن حوقل در توصیف ولایت توس، طرقبه را تروغوز نقل کرده و می‌نویسد:
 «اگر طوس در مجموع نیشابور باشد شهرهای آن عبارتست از رادکان، طبران، نوقان، تروغوز است».
مقدسی صاحب احسن التقاسیم در نیمه دوم قرن چهارم هجری ولایت طوس را چنین توصیف نموده است: 
«طوس خزانه ایرانشهر است که قصبه اش طابران، نوقان، رادکان، جنابذ، استورقان و تروغبذ است».

### نام گذاری طرقبه
ریشه نام طرقبه، از «ترغبذ» است که از دو بخش «تُرُق» و «بَذ» تشکیل شده و به معنی آبادی بزرگ است. پسوند «بذ» در پارسی باستان برای غیر انسان به معنی بزرگ بوده است. این نام با گذشت زمان دگرگونی آوایی پیدا کرده و به طرقبه تبدیل شده است.

## جمعیت
بر پایه سرشماری عمومی نفوس و مسکن در سال ۱۳۹۵ جمعیت این شهر ۲۰٬۹۹۸ نفر (در ۶٬۶۱۲ خانوار) بوده است.

## غذاهای محلی
یکی از غذاهای محلی طرقبه دیزی و آبگوشت است. یکی دیگر از غذاهای پرمصرف در میان بازدیدکنندگان شیشلیک است، که اساساً بره بریانی و گوشت و استخوان گاو به‌شکل حرف T همراه با برنج است. یکی دیگر از غذاهای محلی طرقبه فسنجان است چون مردم این منطقه در باغ‌هایشان گردو دارند (این غذاهم با گردوی سابیده درست می‌شود) لذا مورد استفاده زیادی دارد. از دیگر غذاهای طرقبه می‌تواند قورمه را نام برد.

## امکانات رفاهی
طرقبه به دلیل آب و هوای مطبوع و امکانات و خدمات شهری از قبیل پارک عمومی زیبا و رودخانه کنار آن، درمانگاه و مسجد و رستوران‌های متعدد درمحیط طبیعی و فروشگاه‌های بزرگ صنایع دستی (بازار بین‌المللی بعثت) برای خرید سوغات‌هایی نظیر فرش، سبدهای حصیری و تابلوهای حکاکی شده و هتل طرقبه از جمله مکان‌های گردشگری مشهد به‌شمار می‌رود.

## شخصیت‌های شناخته‌شده
از شخصیت‌های معروف طرقبه می‌توان به اشخاص زیر اشاره کرد:
1. محمدباقر قالیباف
2. علی باغبان باشی
3. محمد دهقان